# Fuga lui Logan (film)
Fuga lui Logan (titlu original: Logan's Run) este un film SF american din 1976 regizat de Michael Anderson. Rolurile principale au fost interpretate de actorii Michael York, Jenny Agutter, Richard Jordan, Roscoe Lee Browne, Farrah Fawcett și Peter Ustinov. Este bazat pe romanul omonim din 1967 scris de William F. Nolan și George Clayton Johnson. Filmul a fost nominalizat la 2 premii Oscar și a câștigat Premiul Oscar pentru merite speciale, de asemenea a câștigat șase premii Saturn, printre care și Premiul Saturn pentru cel mai bun film științifico-fantastic. 

## Prezentare
Descrie o societate viitoare distopică, în care populația și consumul de resurse sunt gestionate prin simpla noțiune de ucidere a tuturor celor care împlinesc vârsta de treizeci de ani

## Distribuție
- Michael York - Logan 5
- Richard Jordan - Francis 7
- Jenny Agutter - Jessica 6
- Roscoe Lee Browne - Box
- Farrah Fawcett - Holly 13
- Michael Anderson Jr. - Doc
- Peter Ustinov - "Bătrânul"
- Randolph Roberts - "al doilea om de la Sanctuar"
- Ashley Cox - "fata timidă"
- Lara Lindsay - "femeia care fuge" și vocea computerului orașului (nem.)[4]
- Gary Morgan - Billy
- Michelle Stacy - Mary 2
- Laura Hippe - "cumpărătoare"
- David Westberg - "Moș Ene"
- Camilla Carr - "Femeia de la Sanctuar"
- Gregg Lewis - "a Cub"